# Gran Premio Città di Camaiore
Gran Premio Città di Camaiore var ett italienskt endagslopp i landsvägscykling för professionella som avhölls årligen från 1966 till 2014 i provinsen Lucca, Toscana, med start och mål i Camaiore. Det ingick i UCI Europe Tour från 2005 till 2014 och klassificerades som 1.1.

## Vinnare
2014 : Diego Ulissi
2013 : Peter Sagan
2012 : Esteban Chaves
2011 : Fabio Taborre
2010 : Kristijan Koren
2009 : Vincenzo Nibali
2008 : Leonardo Bertagnolli
2006 : Luca Paolini
2005 : Maxim Iglinski
2004 : Paolo Bettini
2003 : Marco Serpellini
2002 : Davide Rebellin
2001 : Michele Bartoli
2000 : Wladimir Belli
1999 : Massimo Donati
1998 : Andrea Tafi
1997 : Olexander Gontsjenkov
1996 : Alberto Elli
1995 : Luca Scinto
1994 : Gianluca Bortolami
1993 : Massimo Podenzana
1992 : Davide Cassani
1991 : Gianni Faresin
1990 : Giorgio Furlan
1989 : Franco Ballerini
1988 : Rolf Sørensen
1987 : Gianni Bugno
1986 : Claudio Corti
1985 : Alberto Volpi
1984 : Roberto Ceruti
1983 : Moreno Argentin
1982 : Jean-Marie Wampers
1981 : Giuseppe Saronni
1980 : Silvano Contini
1979 : Giuseppe Saronni
1978 ej avhållet
1977 : Franco Bitossi
1976 : Walter Riccomi
1975 : Francesco Moser
1974 : Giacinto Santambrogio
1973 : Martín Emilio Rodríguez
1972 : Roger De Vlaeminck
1971 : Eddy Merckx
1970 : Mauro Simonetti
1969 : Enrico Paolini
1968 : Gianpiero Macchi
1967 : Luciano Dalla Bona
1966 : Bruno Mealli